# دوغان‌لار (ایسجه‌حصار)
دوغان‌لار (به ترکی استانبولی: Doğanlar) یک منطقهٔ مسکونی در ترکیه است که در ایسجه‌حصار واقع شده‌است.